# Ahmad Akbari
Ahmad Akbari (en persa: احمد اکبری جاوید‎; 10 de enero de 1947-17 de octubre de 2022) fue un esgrimista iraní de las modalidades de sable y florete.

## Carrera
A nivel continental fue medallista de oro en los Juegos Asiáticos de 1974 en Teherán en sable y ganó el bronce en florete. A nivel olímpico participó en los Juegos Olímpicos de Montreal 1976 donde fue eliminado en la primera ronda en florete.